# کارمن استاوک
کارمن استاوک (به انگلیسی: Karmen Stavec) (زاده ۲۱ دسامبر ۱۹۷۳) خواننده اهل اسلوونی است.
او نماینده اسلوونی در مسابقه آواز یوروویژن ۲۰۰۳ بود.